# سكوت ريد
سكوت ريد هو سياسي كندي، ولد في 25 يناير 1964 في أوتاوا في كندا. حزبياً، نشط في حزب المحافظين الكندي. وقد انتخب عضو مجلس العموم الكندي عن دائرة Lanark—Frontenac—Kingston (federal electoral district) ‏ وقد انضم خلال فترته النيابية ‏  للكتلة البرلمانية حزب المحافظين الكندي.